# George Chakiris
George Chakiris (Norwood, Ohio, 1932. szeptember 16. –) Oscar- és Golden Globe-díjas görög származású amerikai színész, táncos és énekes.

## Életpályája
1963-ban a Gyémántfej című filmben Charlton Heston és Yvette Mimieux partnere volt. 1967-ben A Rochefort-i hölgyek című filmben  Catherine Deneuve és Gene Kelly partnere volt. Az 1970-es, 1980-as években olyan sorozatokban volt látható, mint például a Medical Center (1970–1975), a Hawaii Five-O (1972), a Dallas (1985–1986), a Santa Barbara (1988) és a Gyilkos sorok (1989).

## Filmjei
- Szerelmi dal (1947)
- A nagy Caruso (1951)
- Szőkék előnyben (1953)
- Brigadoon titka (1954)
- Fehér karácsony (1954)
- Vidéki lány (1954)
- Páratlan biznisz a színházi biznisz (1954)
- A lányroham (The Girl Rush) (1955)
- Meet Me in Las Vegas (1956)
- Pergőtűzben (Under Fire) (1957)
- West Side Story (1961)
- Lótusz (1961)
- Kettő meg kettő az hat (Two and Two Make Six) (1962)
- A Nap királyai (1963)
- Gyémántfej (Diamond Head) (1963)
- Bube szerelmese (1964)
- Menekülés Ashiyából (1964)
- A 633-as repülőszázad (1964)
- Vér a nap alatt (1964)
- A Mona Lisa tolvaja (1966)
- Párizs ég? (1966)
- A Rochefort-i hölgyek (1967)
- Sharon vörösbe öltözött (Sharon vestida de rojo) (1968)
- Medical Center (1970–1975)
- Hawaii Five-O (1972)
- Fantasy Island (1978–1982)
- Matt Houston (1983–1984)
- Dallas (1985–1986)
- Santa Barbara (1988)
- Gyilkos sorok (1989)
- Superboy (1989–1990)
- Lányok a lidóból (1995)

## Díjai
- Oscar-díj a legjobb férfi mellékszereplőnek (1961) West Side Story
- Golden Globe-díj a legjobb férfi mellékszereplőnek (1962) West Side Story

## Fordítás
- Ez a szócikk részben vagy egészben  a   George Chakiris című angol Wikipédia-szócikk ezen változatának fordításán alapul.  Az eredeti cikk szerkesztőit annak laptörténete sorolja fel. Ez a jelzés csupán a megfogalmazás eredetét és a szerzői jogokat jelzi, nem szolgál a cikkben szereplő információk forrásmegjelöléseként.